# 楊氏水牛
楊氏水牛（學名：Bubalus youngi）是一種已滅絕的水牛，於1957年發表。本種生存年代為距今40000至15000年前的更新世晚期，分布於中國北方，為中國已知的水牛中體型最大的，也有在澎湖水道發現的紀錄，為澎湖動物群的動物。

## 發現
楊氏水牛的化石最早出土於中國河南省孟县上河村，後來也在陝西出土。此外臺灣海峽澎湖水道也有發現楊氏水牛的化石，因此本種也是澎湖動物群的動物。
2014年，有學者提出將固鎮水牛與三角水牛視為楊氏水牛的亞種。也有學者認為本種與德氏水牛為同種，外型差異實為雌雄個體差異。

## 演化
早期的古生物學家楊鍾健分析數種中國水牛化石的顱骨和牛角形態，將其分為角心細長的德氏水牛與角心粗短的短角水牛兩大支，短角水牛演化支包括三角水牛、固鎮水牛、楊氏水牛與王氏水牛，演化過程中牛角由粗短（短角水牛與三角水牛）漸變為粗大（固鎮水牛、楊氏水牛與王氏水牛），其中楊氏水牛為短角水牛和王氏水牛中間的演化環節；角心短小的現生水牛可能也與短角水牛的演化支較為接近。2000年有學者提出另一觀點，將固鎮水牛、三角水牛、楊氏水牛與現生水牛歸為一支。2008年亦有研究支持三角水牛、楊氏水牛與現生水牛同支，王氏水牛則較早分出的結論。